# Fortification militaire serbe à Striževac
La forteresse de Striževac (en serbe cyrillique : Српско војно утврђење у Стрижевцу ; en serbe latin : Srpsko vojno utvrđenje u Striževcu) est située à Donji Striževac, dans la municipalité de Babušnica et dans le district de Pirot, en Serbie. Elle est inscrite sur la liste des monuments culturels protégés de la République de Serbie (identifiant no SK 678),.
La fortification est également connue sous le nom de Šanac (la tranchée).

## Présentation
La fortification est située sur la colline Jeremija, au-dessus des villages de Donji Striževac et de Radoševac. Elle a été construite en 1892-1893 sur ordre du roi Alexandre Ier car, à cette époque, la vallée de la Lužnica était frontalière avec la Principauté de Bulgarie.
La fortification se compose d'une série de six casemates (ou bunkers) avec une porte d'entrée qui mène à la partie centrale du complexe où se trouvent quatre autres casemates ; cette partie centrale, avec les quatre casemates, est renforcée par un double rang de tranchées en terre, bien conservé. Devant les six bunkers, un mur défensif en pierre a été bâti, orienté vers Bela Palanka. Les bunkers sont demi-circulaires, tout comme la porte de l'entrée centrale qui mesure 6 m de haut.